# عروج بربروس
عَرُوْج بن أبي يوسف يعقوب التركي (879 هـ - 924 هـ الموافق 1474م - 1518م) أو عروج بربروس، ويشتهر أيضاً بلقب بابا عروج وعروج ريس (بالتركية: Oruç Reis)، قبطان وأمير مسلم اشتهر هو وأخوه خير الدين بجهادهما البحري في شمال أفريقيا وسواحل البحر المتوسط إبان القرن العاشر الهجري الموافق للقرن السادس عشر الميلادي، ولد في جزيرة ميديلي العثمانية، وعمل في شبابه في التجارة بين سالونيك وأغريبوز. وأسره فرسان رودس مدة. وبعد هروبه من الأسر اتصل بالسُلطان المملوكي قانصوه الغوري وجعله قائداً على الأسطول الذي قام بإنشائه لمحاربة البرتغاليين، إلا أنه تعرض لغارة كبيرة من فرسان رودس أدت إلى انتهاء هذا الأسطول قبل أن يكتمل. واتصل بالأمير العثماني كركود بن بايزيد الثاني وساعده الأخير بعد أن أهدى له سفينة ليبدأ من جديد. واتفق بعد هذا مع السلطان الحفصي أبو عبد الله محمد المتوكل على أن يقيم في ميناء حلق الوادي مقابل أن يدفع له ثُمن الغنائم التي يحوزها هو وبحارته من غزواته البحرية، حيث كان يقوم بالاستيلاء على السفن الأوروبية ويغنم ما بها من بضائع. وعمل عروج بجانب أخيه خير الدين أثناء تواجده بالغرب على إنقاذ عدد كبير من اللاجئين الأندلسيين الذين فروا من محاكم التفتيش الإسبانية، وخلال هذه الفترة اكتسب اسمه الذي أطلقه عليه هؤلاء: «بابا عروج». ويرى بعض المؤرخين أن من دهاء الأخوين عروج وخير الدين السياسي أنهما اتصلا بالسلطان العثماني سليم الأول وقاموا بإرسال الهدايا له وكانت هذه الخطوة فاتحة للعلاقات بينهم وبين الدولة العثمانية، وكان لعروج وأخيه خير الدين شأن كبير في سيطرة العثمانيين على غرب البحر المتوسط وعلى الجزائر وتبعيتها مع تونس للسلطنة العثمانية. وقام بفتح قلعة بجاية ومدينة جيجل، وانتقل بعد ذلك إلى مدينة الجزائر التي حكمها لاحقاً وأصبح أميرا عليها بعد قتل حاكمها «سالم التومي» الذي تآمر عليه، واستعان بالقوات الإسبانية. وضم مدينة تنس أيضاً إلى نفوذه، وقام بضم مدينة تلمسان بعد وصول وفد من أهاليها له. وبعد حصار دام ستة أشهر من قبل القوات الإسبانية مع أنصارها من العرب، سقطت مدينة تلمسان وتحصن عروج في قلعتها الداخلية، وقام بالهرب بعدها ولحقته فرقة إسبانية تمكنت من قتله هو ورجاله في سنة 924 هـ الموافق 1518م.
ترك عروج بعد وفاته إرثاً كبيراً تمثل بإنشاء دولة قوية استمرت زهاء ثلاثة قرون، وأصبحت الجزائر بعد وفاته ولاية عثمانية وأصبح أخوه الأصغر وخليفته خير الدين والياً عليها من قبل الدولة العثمانية ومنحه السُلطان لقب «بكلربك».
يرجع عروج إلى أصل تركي فوالده هو «يعقوب آغا» أحد فرسان السباهية للعثمانيين الذين استقروا في جزيرة ميديلي بعد أن فتحها السلطان العثماني محمد الفاتح، وهو الشقيق الأكبر لخير الدين بربروس الذي خلفه في حكم الجزائر والذي أصبح لاحقاً القائد العام للأساطيل العثمانية، ولدى عروج أخوين آخرين هما إسحاق وإلياس والذين قُتل كليهما أثناء غزواتهم المستمرة.

## بداياته

### أصوله ونشأته
يختلف المؤرخون في أصل عائلة بربروس إلى عدة أقوال، فيشير بعض المؤرخين الغربيين والعرب إلى أن أصل العائلة من أروام جزيرة ميديلِّي وأن خير الدين وعروج أسلما لاحقاً بعد أن كانا يعملان في البحر ودخلا في خدمة السلطان محمد الحفصي في تونس. وتشير مصادر أخرى إلى أنهم من أصل ألباني، إلا أن أغلب المصادر تشير إلى أنهم من أصل تركي، وذلك ما جاء في مذكرات خير الدين بربروس، فبعد أن فتح السُلطان العثماني محمد الفاتح جزيرة ميديلِّي أمر بإبقاء حامية عسكرية فيها وكلفها بالمحافظة على القلعة وترك السُلطان حرية البقاء لمن يرغب في ذلك من الجنود، وكان غالبية من الذين رغبوا بالبقاء من منطقة الأناضول والروملي، فكان ممن استوطن في هذه الجزيرة أحد فرسان السباهية ويدعى «يعقوب آغا» ووهبت له أرض إقطاع من قبل السلطان الفاتح في منطقة «واردار» المجاورة لسلانيك، وبعد أن استقر يعقوب في الجزيرة وانتظمت أمور حياته تزوج إحدى بنات أهالي الجزيرة وقد ذكر هذا خير الدين بربروس في مذكراته، إلا أن هنالك من ذكر أن أمه أندلسية، وهناك أيضاً قول أنها امرأة مسيحية من ميتيليني وأرملة راهب مسيحي، والتي أنجبت له أربعة أبناء: إسحاق وعروج وخضر (تذكر بعض المصادر أن اسمه خسرف) وإلياس.

### اسمه

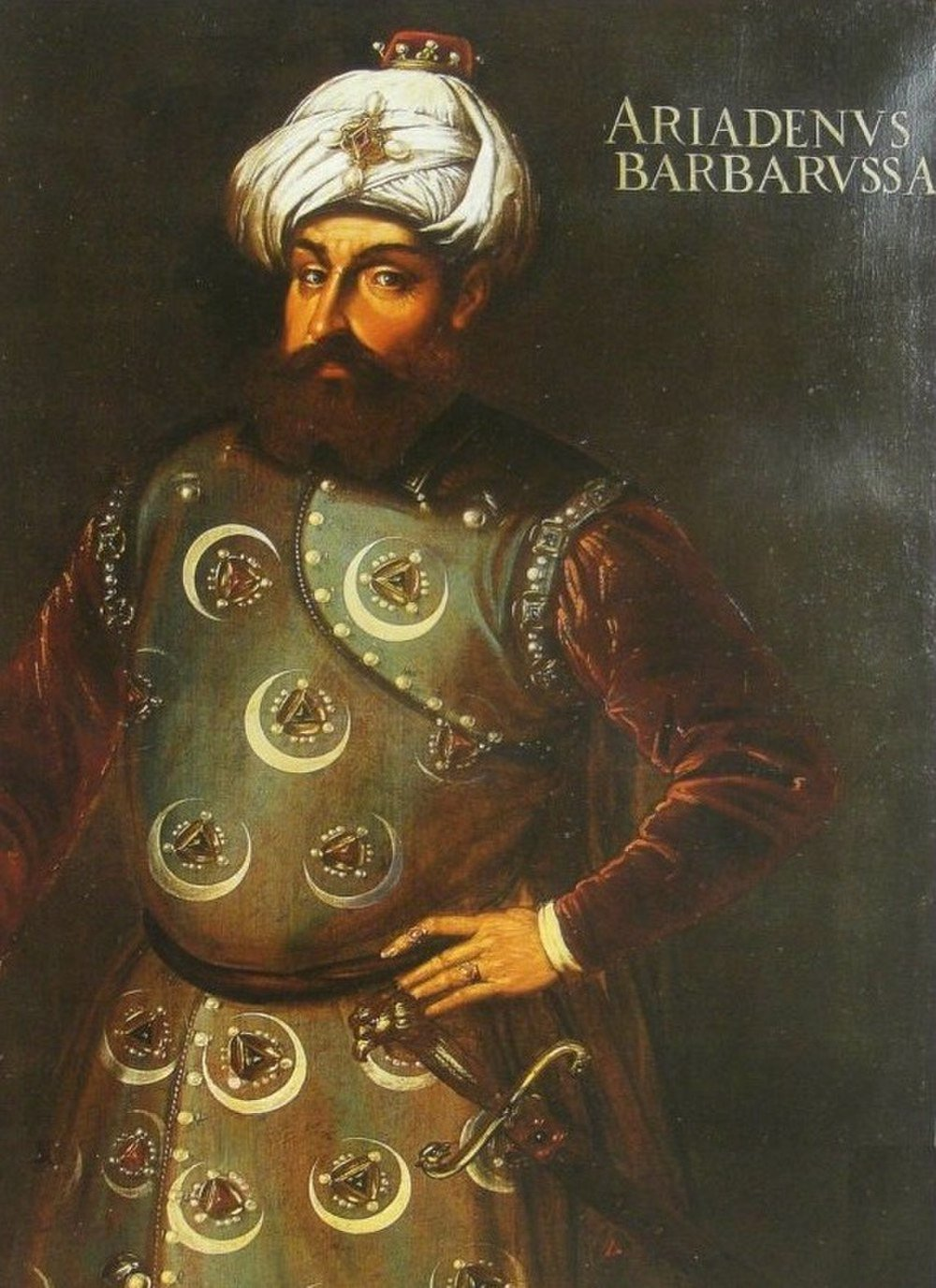
خير الدين شقيق عروج الأصغر ورفيقه في أغلب غزواته.

يذكر المؤرخ أحمد المدني أن الاسم الشائع في كتب التاريخ الغربية والعربية عَرّوج (بفتح العين، وتشديد الراء) خاطئ، وأن الاسم الحقيقي الصحيح هو عُرُوج (بضم العين، وضم الراء) بمعنى الارتفاع والصعود وقد دخلت الكلمة إلى اللغة التركية عن طريق حادثة الإسراء والمعراج الإسلامية، ويذكر المدني أيضاً أنه لا شك في أن عروج قد ولد في ليلة المعراج لذا سماه والده بهذا الاسم تيمناً بهذه الحادثة. ولا ينطق الأتراك حرف العين بل يقلب ألفاً فتكون كلمة عروج تنطق أوروج، فيكون هذا هو الاسم الصحيح الذي اشتهر به قبل أن يرجعه الجزائريون إلى أصله العربي وينطق بحرف العين، وكان عند بداية الفتح يكتب على الطريقة التركية «أوروج»، وقد استدل المدني بهذا على أثرين قديمين موجودان حتى الآن: الأول رخامة منقوشة كانت موضوعة على حصن شرشال وقد نقش عليها: «بسم الله الرحمن الرحيم صلى الله على سيدنا محمد وآله • هذا برج شرشال أنشأه القائد محمود بن فارس التركي، في خلافة الأمير القائم بأمر الله، المجاهد في سبيل الله • أوروج بن يعقوب باذنه، بتاريخ أربع وعشرين بعد تسعمائة.» والأثر الثاني رخامة منقوشة كانت على باب مسجد الشواش في مدينة الجزائر وقد هدمه الفرنسيون، وكانت الرخامة تحمل اسم أوروج بن أبي يوسف يعقوب التركي.
أُطلق لقب «ذوي اللحى الحمراء» أو الشقراء أو الصهباء أو الزعراء من قبل الإفرنج على الأخوين عروج وخير الدين، ويرجع أصلها إلى (الإيطالية: Barbarossa) وتكتب بعدة طرق منها (بربروس - بربروسا - باربروس - باربروسا) ونقلت إلى اللغة العربية بحرفيتها، ويقيت سائرة حتى كادت تطغى على الأسماء الأصلية للأخوين.

### أسره

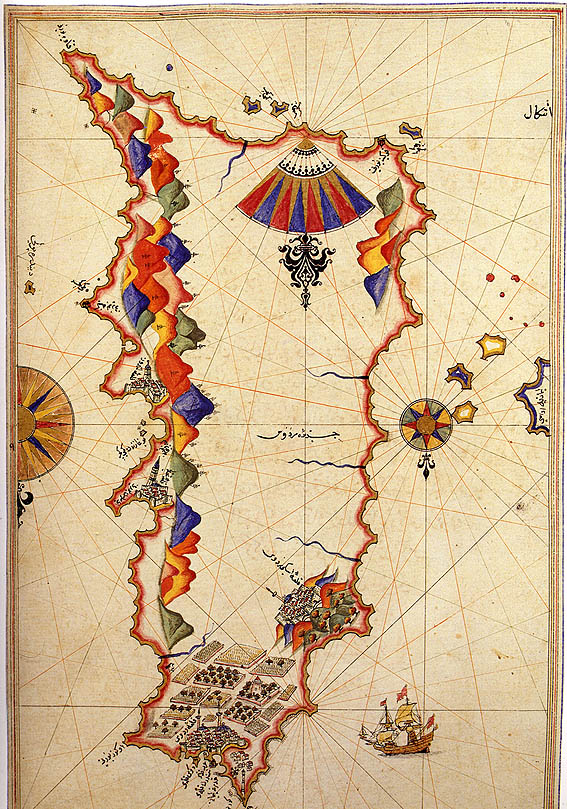
خريطة تاريخية لجزيرة رودس حيث أُسر عروج.

كان الأخوة بربروس ينتقلون بين سلانيك وأغريبوز لجلب البضائع لبيعها في ميديلي، إلا أن عروج لم يقتنع بهذه الأسفار القريبة وكان يرغب بالذهاب إلى طرابلس الشام، فغادر مدينته ميديلي مع أخيه الصغير إلياس متوجهاً إلى طرابلس في ذات يوم،
إلا أنه لم يتمكن من الوصول إليها فقد واجه في طريقه فرسان جزيرة رودس واشتبك معهم في معركة كبيرة توفي فيها أخوه إلياس وأُخذ عروج أسيراً بسفينته صوب جزيرة رودس مقيداً بالسلاسل. وصل الخبر إلى ميديلي فشرع أخوه خضر في البحث عن سبيل لإنقاذه وكان له صديق يُدعى «غريغو» يتاجر مع جزيرة رودس
فأخذه خضر إلى بودروم وطلب منه إنقاذ أخيه عروج بثمانية عشر ألف آقجة، إلا انه قام بخيانته وأخبر الفرسان في الجزيرة بأن خضر موجود في بودروم وباستعداده لإنقاذ عروج، وخلال هذه الفترة تعرض عروج للتعذيب وحبسه في زنزانة تحت الأرض بسبب ذلك، وكانت لعروج محاولات لإنقاذ نفسه إلا أنه لم يفلح في أي منها، وبعد مدة من سجنه في الزنزانة قرر قباطنة رودس إخراج عروج منها وتقييده في إحدى السفن ليصير أسيراً جدافاً.
وفي تلك الفترة كان الأمير العثماني كركود بن
بايزيد الثاني والياً على أنطاليا وكان قد تعود في كل سنة على شراء مائة أسير تركي من فرسان جزيرة رودس وأن يعتقهم. وفي ذلك العام أرسل كرود حاجبه إلى الجزيرة لفداء الأسرى، فقام الرودسيون بفرز الأسرى وتسليمهم وكانت الاتفاقية تقضي بأن يُحمل الأسرى على متن سفينة رودسية إلى سواحل مدينة أنطاليا، ووقع الاختيار على السفينة التي كان عروج مقيداً بها لتنقل الأسرى، ورست السفينة في مكان قريب من أنطاليا وأُنزل حاجب الأمير كركود والمائة أسير، وفي تلك الليلة هبت ريح معاكسة قرر الرودسيون بسببها انتظار الصباح، ثم قاموا بإنزال قارب السفينة ومضوا لصيد الأسماك، وفي هذه الأثناء هبت عاصفة شديدة لم يتمكن القارب بسببها من الرجوع للسفينة، وانتهز عروج الفرصة وحلَّ قيوده وقفز في البحر وسبح حتى وصل للساحل، ثم سار حتى وجد قرية تركية وجد بها عجوزاً قامت باستضفاته، وأمضى عشرة أيام في القرية، حتى غادرها متوجهاً نحو ميديلي، فبلغ أنطاليا خلال ثلاثة أيام، ولقي فيها بحاراً مشهوراً يدعى «علي ريس» يمتلك سفينة يتاجر بها بين أنطاليا والإسكندرية وقد بلغته شهرة عروج ورحب به وقال له إن السفينة سفينتك أيضاً ثم لم يلبث حتى أصبح قبطاناً للسفينة. وذهب عروج إلى الإسكندرية وقام بإرسال رسالة إلى عائلته
في ميديلي ليخبرهم بنجاته من الأسر.

## علاقاته

### علاقاته مع المماليك

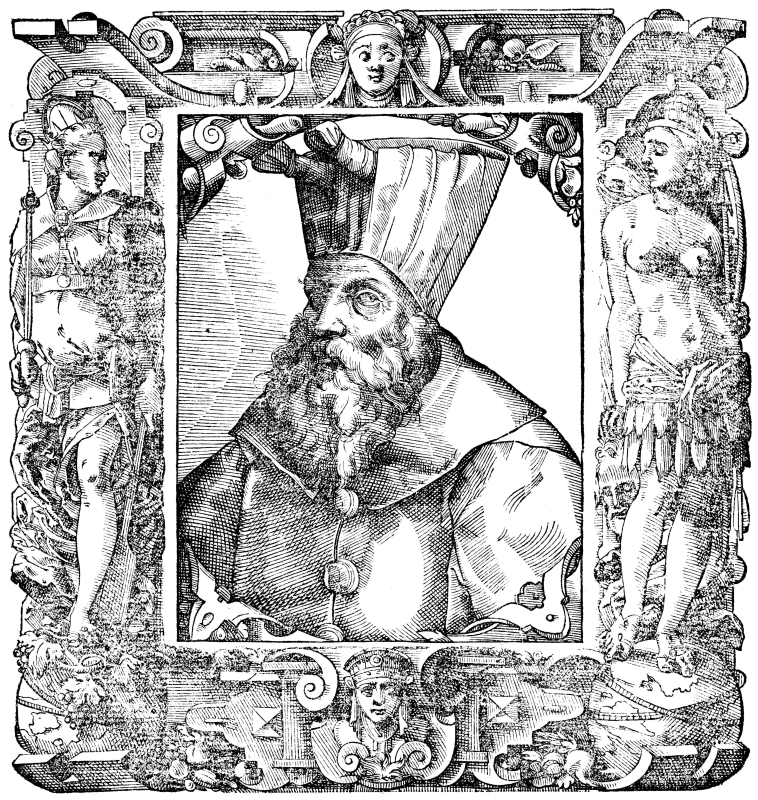
السلطان المملوكي قانصوه الغوري.

تمكن البرتغاليون من اكتشاف طريق إلى الهند بالالتفاف حول إفريقيا وجعل قراصنتهم يعترضون سفن الحجاج المسلمين ويستولون عليها ويقتلون من فيها من الحجاج أو يبيعونهم كرقيق، وكانوا يهاجمون السواحل الإسلامية في الهند وشرق أفريقيا المطلة على المحيط الهندي والبحر الأحمر. فشكلوا خطراً على الملاحة الإسلامية وهذا الأمر جعل السلطان المملوكي يسعى إلى بناء أسطول قادر على حماية السواحل الإسلامية. فسمع سلطان مصر بشهرة عروج ودعاه للقدوم وعرض عليه الدخول في خدمته، وإذا وافق عروج على هذا العرض عينه قائداً للأسطول. كتب السلطان مرسوماً إلى والي أضنة بأن يرسل إلى ميناء باياس بخليج الإسكندون من الأخشاب ما يكفي لصناعة أربعين قطعة بحرية، ففعل الوالي المطلوب وأرسله إلى الميناء، فخرج عروج إلى باياس في ست عشرة سفينة لأخذ الأخشاب على أن يعود بعد ذلك إلى مصر. إلا أن الرودسيين علموا بأنه قد أصبح قائداً لأسطول سلطان مصر وراحوا يترقبون الفرصة للقضاء عليه، وعندما علموا بوصوله إلى باياس قاموا بالإغارة عليه بأسطول كبير، فأدرك عروج خطورة الموقف فقام بسحب جميع السفن إلى البر، وانسحب ببحارته إلى داخل الأراضي العثمانية، وصرفهم إلى بلدانهم، وعاد هو إلى مدينة أنطاليا وأمر بصناعة سفينة أغار بها على سواحل رودس. ولحق الرودسيون عروج في خمس أو ست قطع بحرية وعثروا على سفينته راسية في أحد المراسي فقاموا بإحراقها إلا أن عروج وبحارته تمكنوا من النجاة وعاد إلى أنطاليا.

### علاقاته بالأمير كركود
في الوقت الذي عاد فيه عروج إلى أنطاليا كان الأمير كركود ابن السُلطان العثماني بايزيد الثاني قد غادرها وتوجه إلى ساروخان التي عُين والياً عليها، وقد كان بين عروج وخازن الأمير كركود الذي يُدعى «بيالة بيه» صداقة وعلاقة وقد سبق أن أهدى إليه عروج عبداً، وعند وقوع عروج في هذه الظروف الصعبة قام صديقه بيالة بيه بذكر ذلك لسيده الأمير كركود وقال له: «إن عروج ريس عبد من عبيدكم المجاهدين، وهو يقوم بمجاهدة الكفار ليلاً ونهاراً. لقد انتصر عليهم في معارك كثيرة، غير أنه فقد سفينته وهو يرغب أن تتفضلوا عليه بسفينة يغزو عليها»، وكان كركود قد بلغته شهرة عروج ودعاه للمثول بين يديه، وكتب إلى قاضي إزمير أمراً بأن يصنع سفينة حسب رغبة عروج، وقام بيالة بيه أيضاً بكتابة أمر لرئيس جمارك إزمير أن يصنع سفينة وأن يشرف على صناعتها بنفسه ويسلمها لعروج في أقرب وقت، وأن تُكتب المصاريف على حساب الأمير كركود، وذهب عروج إلى إزمير وسُلمت له السفينتان في الوقت المحدد: إحداهما هدية الأمير والثانية كانت ملكاً لبيالة بيه وضعها تحت تصرف عروج. جهّز عروج السفن وجمع بحارته، وانطلق إلى ميناء فوجا ومنه إلى مانيسا ونزل في قصر بيالة باشا ثلاثة أيام ومثل بين يدي الأمير كركود وبالغ في الثناء عليه والدعاء له بالنصر.
غادر عرروج مانيسا وعاد إلى فوجا وأمضى تلك الليلة في الدعاء والعبادة، وفي الصباح التالي أقلع بسفنه ولقي في طريقه على سواحل مدينة بوليا سفنتين من سفن البندقية فاستولى عليها، وكان على السفينتين غنائم مقدارها أربعة وعشرون ألف دينار، وأصبح البحارة أغنياء بذلك المال، وتوجه من هناك إلى سواحل الروم وصادف في مياه جزيرة أغريبوز ثلاث سفن بندقية أخرى، وشرعت تلك السفن عند رؤيتها لعروج بإطلاق القذائف عليه وخاضوا مناوشة انتهت باستيلاء عروج وبحارته على تلك السفن، وأخذوا مائتين وخمسة وثمانين أسير وقتلوا مائة وعشرين من بحارتها، ونُقلت الأموال التي كانت فيها وذهبوا بها إلى مدينة ميديلي.

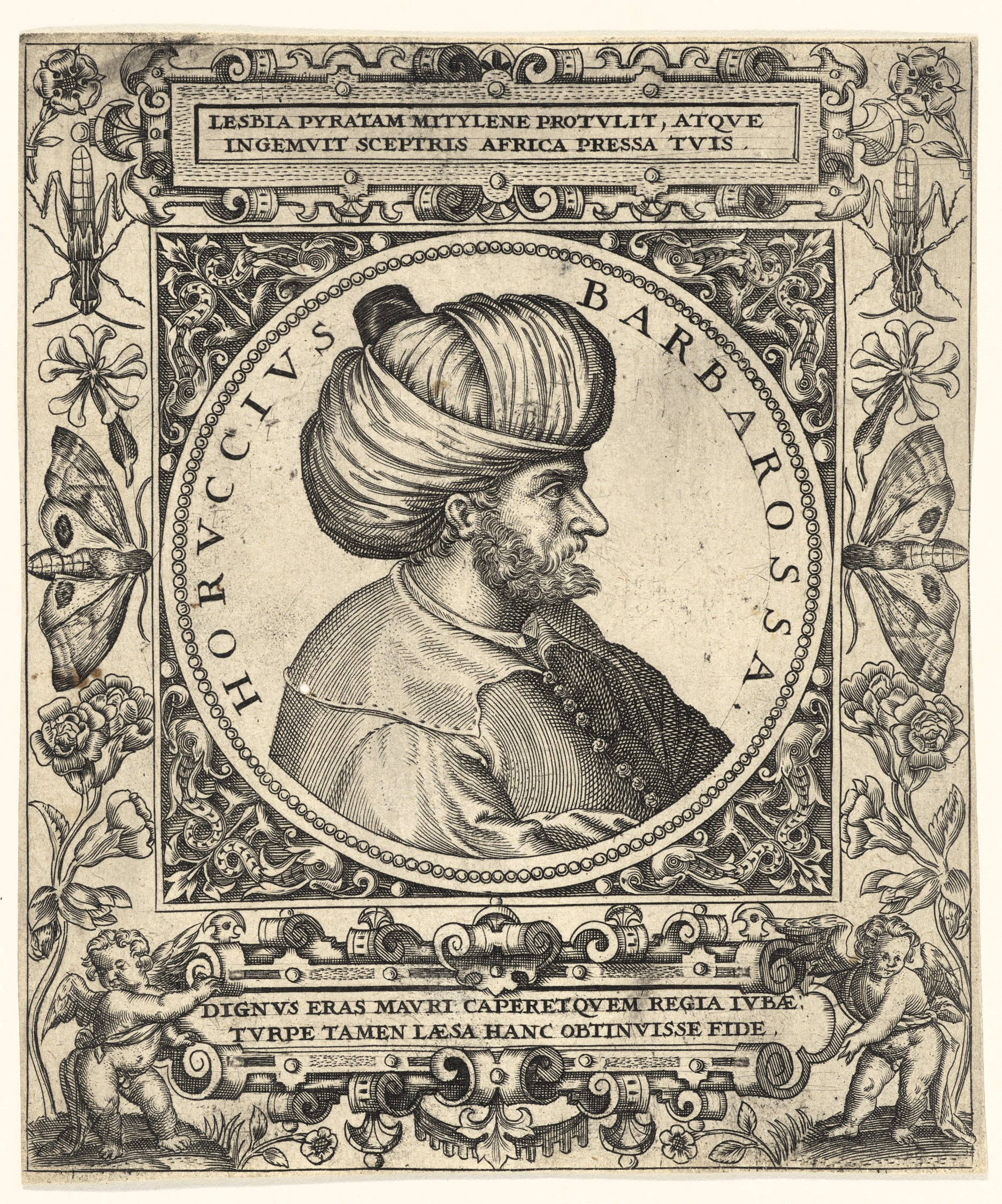
عروج، بريشة يوهان ثيودور دي بري في عقد 1590م.

قرر عروج ترك ميديلي بعد فترة من جلوسه فيها والذهاب إلى إزمير لمقابلة الأمير كركود وبيالة بيه الذين كانا قد أحسنوا إليه في وقت حاجته، وفي هذه الأثناء بلغ عروج خبر جلوس سليم الأول بن بايزيد الثاني على عرش السلطنة، ومعاداته لأخيه كركود الذي فر من شدة الخوف، وحزن عروج لهذا ونصحه أخوه الأكبر إسحاق بأن يعجل بالخروج من ميديلي وأن يقضي الشتاء في الإسكندرية لأن السفينة التي يملكها من إحسان الأمير كركود، غادر عروج ميديلي واستولى في طريقة على سبع سفن في سواحل جزيرة كربة مضى بها إلى الإسكندرية، وكان عروج محرجاً من السلطان بسبب فقدانه للسفن التي منحها له، ولكي ينال عروج عفو السلطان قدم له عدد من السفن من أموال الغنائم وقدم أربعة جواري وأربعة غلمان، فسامحه السلطان وبالغ في إكرامه. واستأذن عروج وعاد من القاهرة إلى الإسكندرية وكتب السلطان أمراً لواليه فيها بإكرامهم وحسن ضيافتهم.

### علاقاته مع الحفصيين
بعدما حلَّ الربيع استأذن عروج السلطان في الخروج للغزو فأذن له، فركب البحر متوجهاً إلى سواحل قبرص واستولى هناك على خمسة مراكب تابعة للبندقية، ومن هناك توجه نحو الغرب فوصل إلى جزيرة جربة بتونس وباع غنائمه لتجارها. وجد عروج سفينة ذاهبة إلى الإسكندرية فبعث بها هدايا من أغلى ما يملك رداً على جميل السُلطان. واستمر في اقتناص السفن في سواحل جربة حيث غنم في هذه الغزوات ما بين خمس أو عشر سفن أخرى. لحق بعروج أخاه الأصغر خضر في جزيرة جربة، وقرروا هناك أن تكون وجهتهم إلى تونس، فذهب الأخوين عروج وخضر ومعهم «يحيى ريس» كل على سفينته وأتوا تونس ودخلوا على سلطانها وقالوا له: «نريد أن تتفضل علينا بمكان نحمي فيه سفننا بينما نقوم بالجهاد في سبيل الله وسوف نبيع غنائمنا في أسواق تونس فيستفيد المسلمون من ذلك وتنتعش التجارة كما ندفع لخزينة الدولة ثُمُن ما نحوزه من الغنائم.» فقبل سلطان تونس ورحب بهم. أذن السلطان لهم بالرسو في ميناء حلق الوادي وقضوا الشتاء هناك. وعند حلول الربيع بدأوا بغزواتهم البحرية حتى بلغوا جزيرة سردينيا وهناك استولوا على سفينة أحد القراصنة كان فيها مائة وخمسون أسيراً. واستولوا على سفينة أخرى كانت محملة بالقمح، وقد وجدوا القراصنةَ الموجودين عليها قد هربوا ولاذوا بالفرار، وفي الصباح التالي استولوا أيضاً على سفينتين أخريين إحداهما مشحونة بالعسل والزيتون والجبن، والأخرى سفينة جنوية كانت محملة بالحديد.

## قطع ذراعه

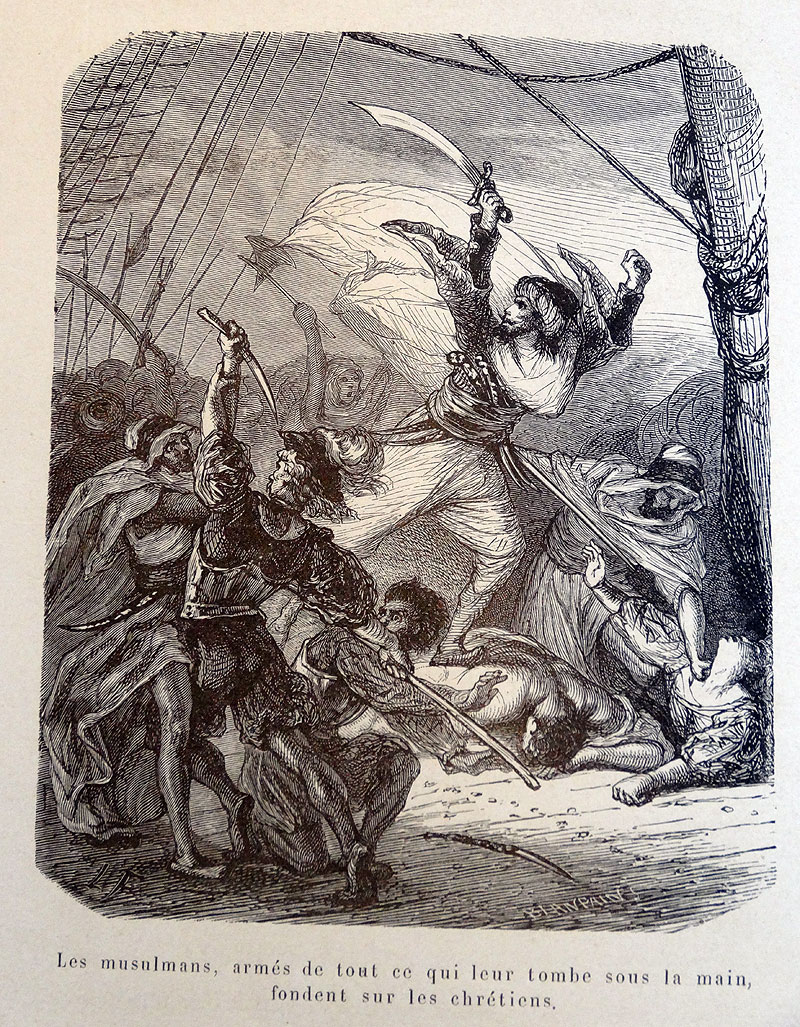
عروج يستولي على قادس (مركب بمجاذيف)

قضى البحارة الشتاء في تونس أيضاً وعند حلول الربيع خرجوا للغزو حتى وصلوا لميناء نابولي خلال ثلاثة عشر يوماً فصادفوا مركباً كبيراً متوجهاً إلى إسبانيا شرع عروج وبحارته بقصفه وجرت معركة كبيرة بين الطرفين تمكنوا على إثرها الاستيلاء عليه وقد مات في هذه المعركة مائة وخمسون وجُرح ستة وثمانون من بحارة عروج وقد تم أسر وقتل البحارة الموجودين في السفينة الأخرى وقد كان من بين القتلى وال لإحدى المقاطعات الإسبانية، واستولوا بعد هذه المعركة على سفينة أخرى ورجع البحارة إلى تونس لمعالجة عروج الذي جُرح في إحدى هذه المعارك.
وبعد هذه الغزوة أعد الإسبان عشرة قطع بحرية لإلقاء القبض عليهم وذلك بعد أن شاع أمرهم وذاع صيتهم، لكنهم كانوا قد أبحروا قبل وصولهم متوجهين إلى جنوة إلا أنه بسبب مخالفة الرياح توجهوا إلى سواحل الجزائر أمام قلعة بجاية، وعندما لم تجدهم السفن الإسبانية في سواحل جنوة توجه الإسبان إلى بجاية ولأن الاشتباك فيه خطورة على البحارة الأتراك ومن معهم فقد ركبوا سفنهم بسرعة وظنت السفن الإسبانية أنهم قد هروبوا فشرعوا في ملاحقتهم، وعندما ابتعدوا مسافة كافية من الساحل أمر عروج بالعودة والاقتراب من السفن التي كانت تظن أنهم قد هربوا فدهشوا من هذه المناورة، وجرت معركة قام فيها عروج وبحارته بالهجوم على سفينة القيادة والاستيلاء عليها بالإضافة إلى ثلاثة سفن أخرى ولاذت السفن الباقية بالفرار نحو بجاية محتمين بقلعتها.
أراد عروج أن يرجع للاستيلاء على السفن الستة الباقية وأعطى أوامره بالشروع في الهجوم على قلعة بجاية التي كانت ممتلئة بالجنود الإسبان، وشرع عروج بالهجوم على القلعة التي تطلق وابلاً من قذائف المدفعية والقنابل فقد عروج خلال هذا القصف من بحارته ستين وعدداً من الجرحى. وخلال هذا الوقت أصيب عروج بقذيفة في ذراعه الأيسر، دفعتهم في الرجوع إلى تونس بأربعة عشر قطعة بحرية، وقام الجراحون بتنظيف جراحه إلا أنها لم تشفى واجتمع الجراحون على قطع ذراعه ولم يتوصلوا لحل غير هذا الحل وقاموا بقطعها.

## إنقاذ الأندلسيين
وفي الشتاء استعاد عروج عافيته بعد قطع ذراعه، وعند حلول الربيع خرج هو وأخوه خضر وبحارته للغزو حتى وصلوا إلى سواحل الأندلس حيث كانت مدينة غرناطة الإسلامية قد سقطت بيد الإفرنج أصحاب محاكم التفتيش الذين كانوا يقومون بالتنصير والقتل والتعذيب بحق المسلمين هناك وحرق مساجدهم وتدميرها، وخلال ذلك الوقت قام البحارة بحمل عدد كبير من المسلمين وإنقاذهم ونقلهم إلى الجزائر وتونس. واستولوا في سواحل المرية على سفينة هولندية ومنها توجهوا إلى جزيرة ميورقة وصادفوا هناك مائتي مقاتلاً مسلحين على ضفاف أحد الأنهار قتلوا منهم سبعين أو ثمانين مقاتلاً واستولوا على خمسة أو ستة قطعان من الأغنام، وعندما سأل خير الدين قائدهم عن وجهتهم أخبره بأنه قد توجهت إليهم عشر سفن إسبانية لتهاجمهم من البحر وكان من المخطط أن يهجم هؤلاء من البر، وترك البحارة الجزيرة متجهين إلى جنوة وفي طريقهم استولوا على أربعة مراكب صادفوها، ثم قاموا بالإغارة على جزيرة كورسيكا وتوجهوا من هناك إلى جزيرة ميديلي.

## العودة إلى تونس
بعد أن وصل عروج وأخوه خير الدين إلى مسقط رأسيهما ميديلي، وقضوا فصل الشتاء في الجزيرة وأذن للبحارة ممن كانوا يقيمون قريباً من الأناضول والروملي أن يقضوا هذا الفصل مع أهاليهم، ويذكر أخوه الأصغر خير الدين بربروس أن عروج قال: « لقد رأيت في الليلة الماضية رؤيا صالحة، رأيت ذلك الشيح ذا اللحية البيضاء الذي بشرني بالنجاة عندما كنت أسيراً في رودس يقول لي: يا عروج توجه إلى الغرب، إن الله قد كتب لك هناك كثيراً من الغزو والعِز والشرف..». أنفق عروج وخير الدين خلال هذه الفترة نصف أموالهم من خلال دفع ديونهم والتبرعات للأوقاف الإسلامية، وأنفقوا بقية أموالهم في تجهيز سفنهم. وبحلول الربيع أصبح لديهم عشرة مراكب بحرية، وبدأت وفود الشباب الذين بلغتهم شهرة الأخوة بالقدوم إلى جزيرة ميديلي ليصبحوا بحارة معهم، وبعد ذلك تركوا ميديلي وركبوا البحر، وفي طريقهم استولوا على خمس عشرة أو ست عشرة قطعة بحرية احتفظوا بالجيد منها وأغرقوا التي كانت سيئة، وغنموا من هذه السفن أكثر من أربعمائة جارية وعدداً كبيراُ من الرجال والقمح وزيت الزيتون والعاج، وبعد أن مضى على مغادرة جزيرة ميديلي 29 يوماً دخل البحارة ميناء حلق الوادي بتونس، وقاموا ببيع غنائمهم وبعثوا إلى سلطان تونس حصته من الغنائم، وأهدى لهم السلطان خيولاً وحلة من الفراء وأكرم من مع الأخوين من البحارة.

## الاتصال بالعثمانيين
وعند حلول الربيع القادم خرج البحارة للغزو فأغاروا على إحدى القلاع بجزيرة صقلية، واستولوا أيضاً على إحدى السفن التجارية التي كانت راسية في الميناء وكانت محملة بالسكر، وفي اليوم التالي استولوا على أربعة مراكب أخرى اثنتان منها كانت محملة بالجوخ وإحداها محملة بأعمدة شراعية كانت مرسلة إلى فرنسا والرابعة كانت محملة بالبارود، اقتسم البحارة الغنائم وقرروا إرسال الأعمدة الشراعية ومائتي أسير إلى السلطان العثماني سليم خان، وكان من المقرر أن يأخذها محي الدين بيري ريس وبالفعل توجه إلى مدينة إسطنبول عاصمة الدولة العثمانية آنذاك في ست قطع بحرية مغادراً تونس حاملاً رسالة من خير الدين والعديد من الهدايا وبعد أن قرأ السلطان سليم خان الرسالة يذكر خير الدين في مذكراته أنه رفع يديه داعياً لهما: «اللهم بيّضْ وجهَي عبدَيك عروج وخير الدين في الدنيا والآخرة، اللهم سدد رميتهما واخذل أعداءهما وانصرهما في البر والبحر»، ولقي بيري ريس حفاوة كبيرة من السلطان وأرسل معه عدة هدايا للأخوين عروج وخير الدين وخرج من مدينة إسطنبول متجهاً إلى تونس، وفي الوقت الذي كان بيري ريس متواجداً في إسطنبول خرج عروج وخير الدين إلى مضيق جبل طارق لإنقاذ المسلمين الأندلسيين.

## الفتوحات

### فتح قلعة بجاية

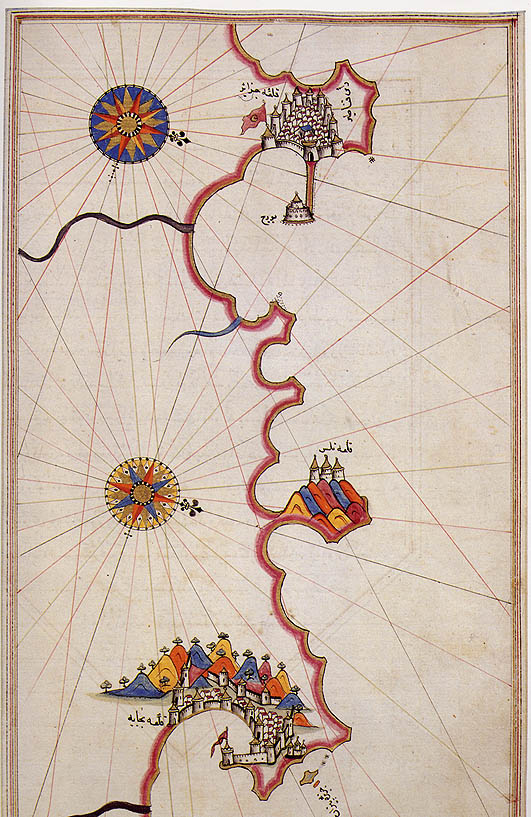
خريطة تاريخية للجزائر تظهر فيها قلعة بجاية في الأسفل رسمها محيي الدين بيري ريس.

في أثناء توجه الأخوين عروج وخير الدين نحو مضيق سبتة وصلهم وفد من مدينة بجاية الجزائرية حاملين رسالة جاء فيها: «إن كان ثمة مغيث فليكن منكم أيها المجاهدون الأبطال. لقد صرنا لا نستطيع أداء الصلاة أو تعليم أطفالنا القرآن الكريم لما نلقاه من ظلم الإسبان. فها نحن نضع أمرنا بين أيديكم. جعلكم الله سبباً لخلاصنا بتسليمه إيانا إليكم، فتفضلوا بتشريف بلدنا وعجلوا بتخليصنا من هؤلاء الكفار (يقصدون الإسبان.)» وعندما هموا بالتحرك صوب بجاية دخل بيري ريس السواحل التونسية حاملاً معه هدايا ورسالة من السلطان سليم الأول لهم، ورسالة أخرى لسلطان تونس أمره بها بتقديم العون لعروج وخير الدين وعدم التقصير في ذلك. اتجه البحارة بسفنهم إلى بجاية، وفي طريقهم استولوا على سفينة محملة بالشمع وعليها أربعون أسيراً من الأندلسيين فقاموا بتحريرهم جميعاً وأرسلوهم إلى تونس مع «دلي محمد ريس». وصلوا إلى ميناء بجاية في ألفين وثلاثة وثلاثين بحاراً وعشرة سفن ومائة وخمسين مدفعاً وآلاف من الأسرى الذين يقومون بالتجديف. كانت قلعة بجاية في أيدي الإسبان واشتبك البحارة معهم في معركة دامت ثلاث ساعات ونصف قتل فيها أكثر الإسبان، ولحق بالبحارة عشرون ألف من أعراب البوادي، وتحصن الإسبان المتبقون في القلعة واستمروا في المقاومة لمدة تسعة وعشرين يوماً، إلا أن عدم امتلاك البحارة للمدافع حال دون تمكنهم من فتح ثغرة في القلعة.

### فتح جيجل
ترك عروج ميناء بجاية منسحباً إلى مدينة جيجل، والتي فتحها بعد معركة بينه وبين حامية جيجل التي تعمل لحساب مدينة جنوة الإيطالية، وكانت مدينة جيجل أول مدينة يفتحها على ساحل البلاد. وكان انسحاب عروج من بجاية لكي يترصد للقوات الإسبانية التي علم أنها تحركت من جزيرة ميورقة إليهم، واشتبك مع هذه القوات في معركة كبيرة أسفرت عن استيلائهم على جميع سفنهم وقتل أغلب الجنود الإسبان حيث لم يبق منهم سوى القليل والذين اتخذوهم أسرى ليعملوا بالتجديف. بعد أن استولى البحارة على جميع السفن الإسبانية العشرة القادمة من ميورقة، استعلمها خير الدين للاحتيال على الجنود الإسبان في قلعة بجاية فقام بنشر الرايات الإسبانية وأمر خمسمائة بحار بأن يكمنوا في هذه السفن واتجهوا صوب بجاية، وكان الإسبان المتحصنون في القلعة ينتظرون المدد من هذه القطع البحرية، وعند رؤيتهم لها فتحوا أبواب القلعة، وأمر خير الدين البحارة بالخروج إلى الساحل، وما إن سمع الإسبان صيحات البحارة حتى استسلموا وطلبوا الأمان، وتمكن خير الدين من فتح القلعة بسهولة، وكان عروج في نفس الوقت في مدينة جيجل.

### حكم الجزائر
كانت الجزائر تحكمها قبيلة بني مزغنة، وكان الإسبان متواجدين في «قلعة بنون» التي تقع على جزيرة صخرية قبالة ساحل المدينة، وكانت هذه الحامية الإسبانية تعمل على قصف مدينة الجزائر ومنع الإمدادات، وتمركز الإسبان فيها مكنهم من التحكم بمدخل ومخرج المدينة، وفرضوا على السكان الجزائريين الضرائب. ولهذا عندما كان عروج في مدينة جيجل وصلت وفود عديدة من المدن الجزائرية، كان أهمها وفد مدينة الجزائر التي كانت تمثل مركز البلاد، فخرج عروج فوراً متجهاً نحو الجزائر مع خمسمائة بحار أو ثمانمِائة مقاتل، ودخل الجزائر واستقبله سكان المدينة وأعيانها كما تذكر المصادر استقبال الفاتح ورحبوا به ترحيباً حاراً. وبعد وصوله للجزائر بقليل ذهب لمدينة شرشال واحتلها، وترك فيها حامية عسكرية، ثم عاد لمدينة الجزائر.

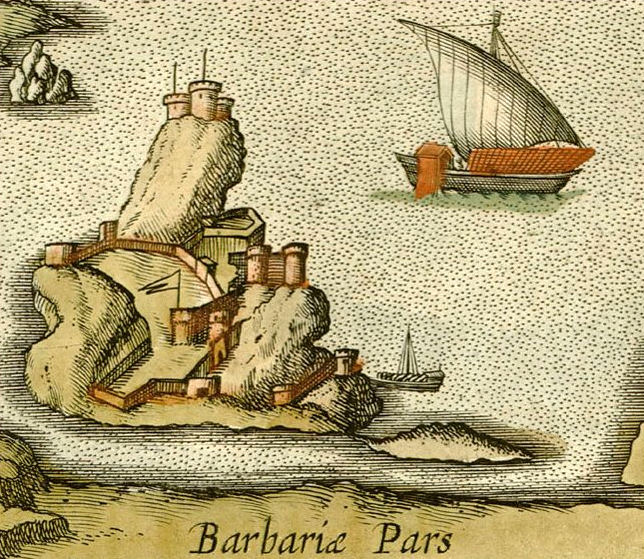
قلعة بنون.

وبعد هذا أرسل عروج خبراً إلى قائد الحامية الإسبانية في قلعة بنون طالباً منه الانسحاب وتسليمها إليه، إلا أنه رفض. فبدأ عروج بقصف القلعة واستمر القصف لمدة عشرين يوماً بدون انقطاع، وبسبب ضعف مدافعه فلم يؤثر القصف في القلعة، وهذا جعل الجزائريين يفقدون ثقتهم به وبالبحارة، حتى قاموا بالاتفاق مع الإسبان، ولما علم عروج بهذا الاتفاق اعتبره خيانة له وأمر رجاله بالوقوف على أبواب الجامع يوم الجمعة وإلقاء القبض عليهم وأمر بقتلهم، وقتل «سالم التومي» حاكم المدينة وعلقه في باب عزون عدة أيام، وفر ابنه إلى مدينة وهران. وبعد ذلك أعلن عروج ريس حكمه رسمياً على البلاد، وفرض إجراءات أمنية مشددة، فخيم السكون على المدينة، وأحس السكان بصدق نية البحارة الأتراك وكسبوا ثقتهم من خلال معاملتهم الجيدة للجميع، وأظهروا استعدادهم للعمل معهم. وفي هذه الفترة عمل على تأسيس إدارة جديدة ونظم أمور البلاد بفرض الضرائب وتوزيع الحرس وترميم القلعة والأسوار، ووجه قوة إلى مدينة دلس استولت عليها.
عمد الأتراك بعد تمركزهم في الجزائر على تشكيل حكومة قوية في شمال أفريقيا، شكلت خطراً على الإسبان التي كان لها نفوذ واسع في هذه المنطقة، وكان للإسبان حجة قوية للتدخل في شؤون البلاد وهي التجاء ابن حاكم المدينة السابق سالم التومي إليهم، واتفقوا مع الرياس المحليين لتوجيه ضربة تنهي الأتراك، وأعلن أمير تنس تمرده وتحالف عرب متيجة مع الإسبان المقيمين في قلعة بنون، ووجه حاكم تلمسان دعوة رسمية إلى الملك الإسباني طالباً منه المساعدة، فلبى الملك الإسباني طلبه وأبحرت نحو الجزائر في أواخر شهر سبتمبر 1516م خمسة وثلاثين سفينة أو أربعين سفينة، وتحمل عدد غير مؤكد من الجنود من ثمانية آلاف جندي إلى خمسة عشر ألف جندي، واصطدم الطرفان في قتال دامي، وكانت الغلبة لعروج فأجبرت القوى الإسبانية ومن حالفها بالفرار مخلفين وراءهم حمولة 12 ألف جمل من الغنائم. وفي يوم 30 سبتمبر 1516م رسا الأسطول الإسباني في الجزائر وأنزل قواته إلى البر، وتمكن الإسبان من محاصرة القلعة واحتلال بعض الأبراج نتيجة الهجمات المكثفة على القلعة. وبسبب اتساع دائرة القتال وكثرة عدد القوات الإسبانية وجهلها بالمنطقة أصبحت في حالة ضياع وغير قادرة على التحرك، وأيضاً لأن الجيش الذي أرسله سلطان تنس لم يصل بعد ويذكر البعض أنه تخلى عن إرسال هذا الجيش، وسهل هذا على عروج استرجاع المواقع التي احتلها الإسبان في سابق. وفي هذا الوقت أمر قائد الحملة بالانسحاب، واستغل جيش عروج هذه الفرصة وقضى عليهم جميعاً وأُخذ بقيتهم أسرى وانتهت هذه المعركة بانتصاره.

### التنظيم الإداري
قام عروج بتقسيم مملكته الجديدة إدارياً إلى مقاطعتين: مقاطعة شرقية يشرف عليها أخوه خير الدين ومقرها مدينة دلس، ومقاطعة غربية يشرف عليها بنفسه ومقرها الإداري مدينة الجزائر العاصمة، وكانت كل مقاطعة تضم خمس بلديات.

### ضم تنس
كانت مدينة تنس تحكم من قبل بني زيان، وكان عروج يرغب في أن يضمها إلى نفوذه. فتوجه لها أخوه خير الدين، وبعد أن وصل للمدينة قام بالنزول للبر في ألف وخمسمائة جندي وعسكر قبالة القلعة، واكتشف أن الإسبان قد غادروا القلعة مع أمير تنس هاربين. وبعد فترة جعل خير الدين أحد الضباط نائباً على تنس متوجهاً للجزائر. وبعدها رجع أمير تنس إليها واستولى عليها من جديد بمساعدة الإسبان. فغضب عروج وقرر الخروج إليها بنفسه وذلك بعد أن استصدر فتوى من علماء الجزائر وقد ذكرها أخوه خير الدين في مذكراته وهي: «ما حكم الشرع فيمن تمالأ من الكفار الإسبان وبايع ملك إسبانيا الذي سار لقتل إخواننا في الدين، وقابل نصحنا بالكنود؟ وكان جواب العلماء هو: قتله واجب ودمه هدر وماله مباح.» وخرج عروج إلى تنس، وعند اقترابه منها قام أهالي تنس بتقييد الأمير وتسليمه إلى عروج، فقتله فوراً وقام أيضاً
باستدعاء عدد من الوجهاء وقام بقتلهم كلهم أيضاً. وهكذا انضمت المدينة إلى نفوذه بدون أية معارك تذكر.

### ضم تلمسان

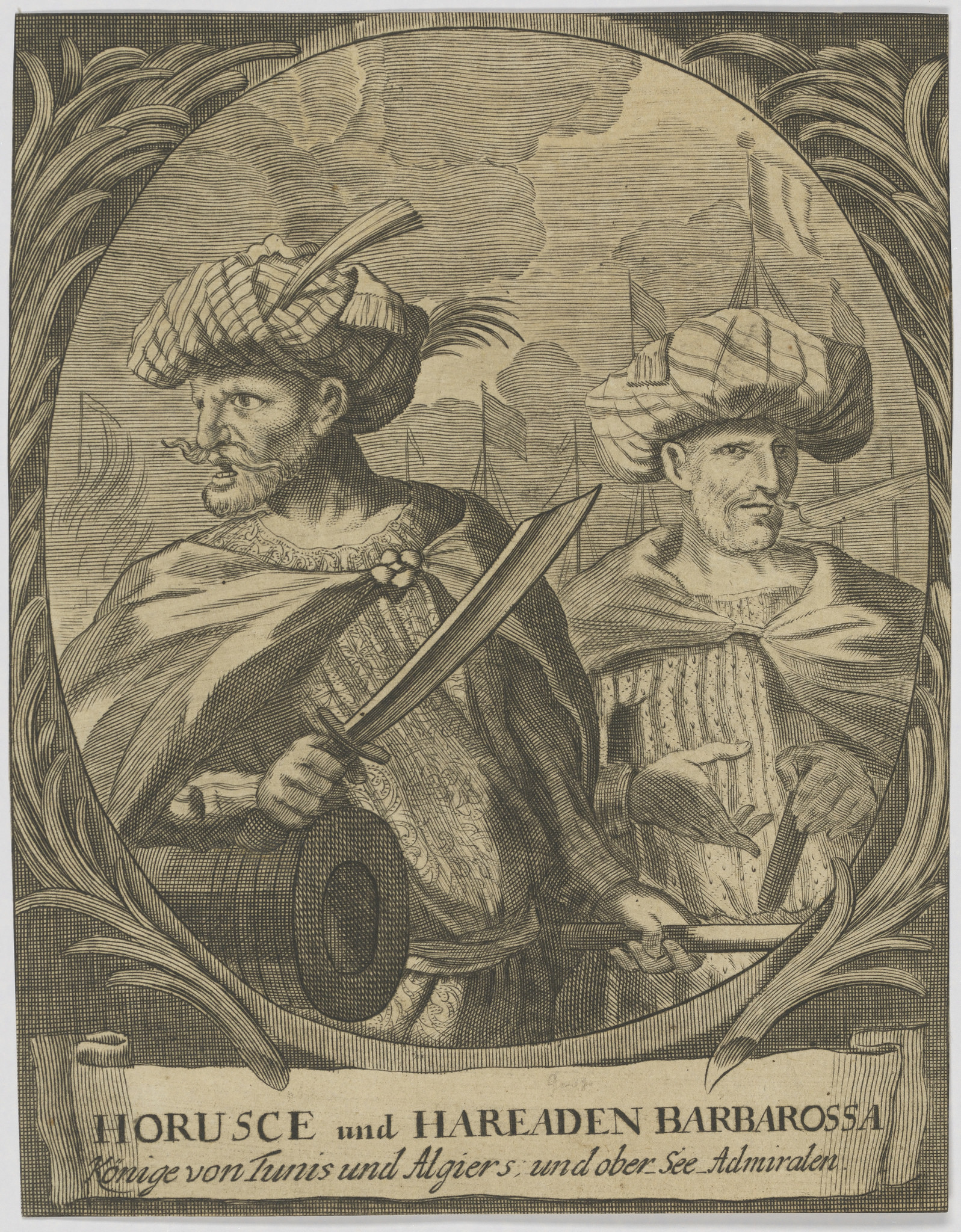
الأخوين عروج وخير الدين بربروس

تحتل مدينة تلمسان أهمية كبرى نظراً لأهمية موقعها ومركزها المهم، وكانت مركزا رئيسا في المغرب وحافظت على ذلك لفترات تاريخية طويلة، إلا أنها في بداية القرن السادس عشر بدأت بالانهيار وذلك بعد تسلط الإسبان عليها، ونتيجة للإهمال والفساد الذي كان يسودها من قبل الحكام من أسرة بني زيان. تولى حكم المدينة في سنة 1516م «أبو زيان»، لكن أنصار عمه أبو محمد تمكنوا من خلعه في نفس السنة، ونُصب «أبو حمو الثالث» حاكماً عليها تحت الحماية الإسبانية. شكل أهالي تلمسان وفداً ذهب إلى عروج لطلب المساعدة حيث لم يكن الأهالي راضين عن حكم «أبي حمو». وثار لاحقاً أهالي تلمسان وفر السلطان، وقام الأهالي بإرسال وفد إلى عروج يبايعونه سلطان عليهم ودخلت البلاد في ولايته دون قتال. توجه عروج صوب تلمسان بقواته وذلك بعد أن ترك أخاه خير الدين نائباً له في الجزائر. وفي طريقه واجه جيش مكون من من ثلاثة آلاف جندي وستة آلاف خيال بقيادة السلطان الهارب إلا انه انتصر عليه وأكمل طريقه. وبعد أن دخل عروج إلى تلمسان سلم الحكم إلى «أبو زيان» الحاكم السابق لها، ولم تلبث البلاد إلا أن عادت فيها الفوضى السابقة، فخلع الحاكم وقتله وأعلن نفسه حاكماً على البلاد.
وعندما أصبح عروج حاكماً على تلمسان أمر بقطع جميع العلاقات مع وهران التي كانت تحت حكم الإسبان، وقام بإعلام العثمانيين بانتصاراته من قوات ومعدات حربية وفرض إجراءات أمنية مشددة وأرسل مفارز عسكرية إلى المناطق المجاورة لأخذ الطاعة منها، وقام باحتلال «وجدة» و«نبدة»، وأخضع قبيلتي بني عامر وبني إيسناسن، ولقلة قوات عروج أُرسلت قوة من طرف أخيه في الجزائر قامت باحتلال قلعة بني راشد الواقعة بين طريق الجزائر وتلمسان، وقام الإسبان مع حلفائهم من العرب بمهاجمة القلعة إلا أن الأتراك شنوا عليهم هجوماً أدى إلى تشتت القوات الإسبانية وتمكنوا من قتل سبعمائة شخص وأسر مائة. وأرسل خير الدين قوة أخرى تتكون من حوالي ستمائة شخص بقيادة أخيهم الأكبر إسحاق ونائبه إسكندر، وأرسل الإسبان قوة أخرى أيضاً بقيادة أبي حمو وأرسلها إلى قلعة بني راشد وعمد هؤلاء فور وصولهم إلى محاصرة القلعة وقطع الإمدادت عنها، ولكسر هذا الحصار قام إسحاق ريس إلى جانب نائبه إسكندر بشن عدة هجمات والتي ألحقت بالطرفين خسائر كبيرة. اضطر الأتراك بعد مقاومة كبيرة وشدة القصف على القلعة إلى تسليم القلعة بشرط أن يخرجوا بأمتعتهم وأسلحتهم صوب تلمسان، وطلبوا 12 رهينة من الجنود الإسبان لتنفيذ الاتفاق بشكل سليم، وعندما بدؤوا بالخروج من القلعة، قام الإسبان بنقض الاتفاق وحاولوا أخذ الأسلحة من الأتراك وأدى هذا إلى موتهم جميعاً.

## وفاته
انطلقت قوات إسبانية نحو مدينة تلمسان وعمدت على فرض حصار قوي ومحكم، إلا أن عروج دافع دفاعاً مستميتاً عن المدينة، ودامت فترة الحصار ستة أشهر، وكان القتال بين الطرفين مستمراً في هذه الفترة، وتمكن الإسبان من السيطرة على مناطق الاستحكام، وتحولت المعركة إلى قتال شوارع، وفقد عروج سيطرته على المتاريس الدخلية،
فانسحب إلى القلعة الداخلية، واستمر بالمقاومة حتى وهو ضمن القلعة. ضجر سكان تلمسان من الحصار الطويل، فاتفقوا فيما بينهم على ضرورة ترك الأتراك، وعندما حل يوم عيد الفطر طلب الأهالي منه السماح لهم بالصلاة في «جامع المشور»، وعند دخولهم للقلعة الداخلية، سلوا سيوفهم وبدأوا بقتل الأطفال، إلا أن عروج تمكن من السيطرة على الموقف وقام بتطويق الأهالي. بعدها أمر عروج بالانسحاب لقلة عدد الجنود الأتراك المتبقين، وكان هذا يعني اختراق صفوف أعداءه لكي يصل للساحل لانتظار سفن أخيه خير الدين. واستغل ظلام الليل وتمكن من الخروج من دون أن يشعروا به إلا بعد عدة ساعات، وحالما علموا قامت فرقة من الخيالة بملاحقته، وحاول أن يشغلهم بإلقاء ما لديه من المال والأشياء الثمينة ولم يفده ذلك، واستمرت الفرقة بملاحقته حتى اضطر على الالتجاء في خرابة قديمة، وبدأ بالتصدي لهم في معركة غير متكافئة وظل يقاتل حتى مات كل رجاله وقتل، وكان ذلك في سنة 924 هـ الموافق 1518م، وقُطع رأسه وحُمل مع ألبسته إلى إسبانيا التي طيف بها في أغلب المدن الإسبانية ثم أودعت في كنيسة سانت جيروم في قرطبة.

## إرثه

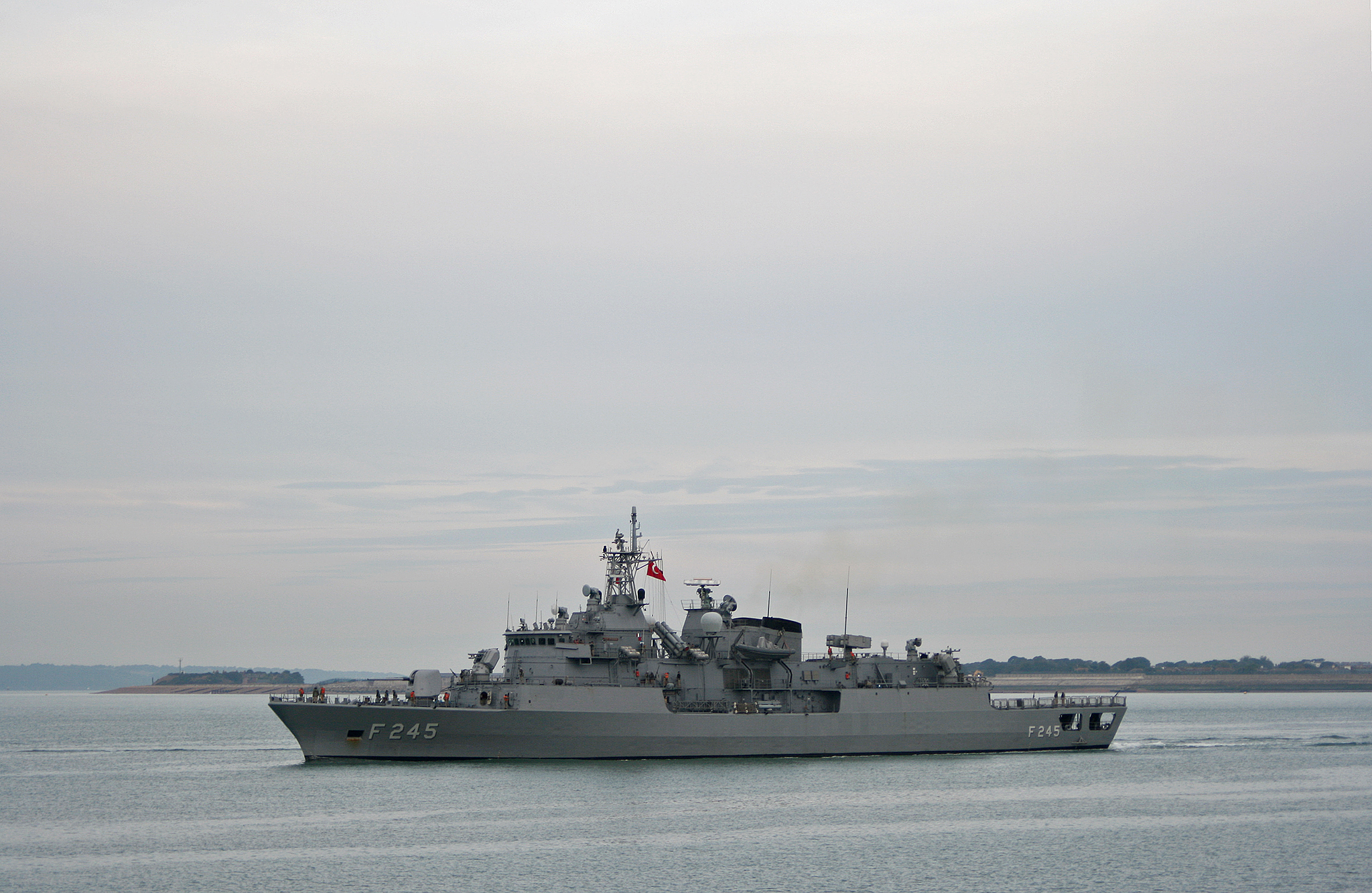
فرقاطة س. ج. ت عروج ريس (أف 245) باللغة التركية: TCG Oruç Reis F245

عندما وصلت أخبار وفاة عروج وجنوده للجزائر، عرض رجال الدولة على خير الدين أن يتولى الإمارة بعد أخيه في إلحاح شديد، لكنه أعتذر عن قبول ذلك، وأخبرهم بأنه يعزم على استئناف الغزو في البحار وأنه يريد السفر إلى إسطنبول مستداً منها أسطول له، فقال له العُلماء: إن الله يوجب عليك البقاء في هذه المدينة الإسلامية لحمايتها ولا يسمح لك الدين بتركها نهبة للمفترس (إشارة للإسبان)، فأجابهم قائلاً: «بأنه بقى منفرداً دون إخوته (الذين ماتوا) وقد رأيتم ما فعله بنا صاحب تلمسان من بني زيان، واستعانته علينا بغير ملتنا حتى كفانا الله أمره، وصاحب تونس الحفصي لا رأى له في نصرتنا واعانتنا، واسلمنا للعدو (أثناء حملة بجاية حيث لم يزودهم بما يحتاجونه من موارد) لولا لطف الله فالرأي هو أن نصل أيدينا بالقوة الإسلامية - وهو السلطان سليم خان - ونعتمد عليه في حماية هذه المدينة، ولا يكون ذلك إلا ببيعته والدخول في طاعته، بالدعاء له في الخطب على المنابر، وضرب السكة باسمه لنتفيأ ظل حمايته، فاستكانوا لذلك ورضوا به، وأعلنوا بالدعاء له على المنابر، وكتبوا بذلك للحضرة السُلطانية وبعثوا له من السكة باسمه في الجزائر...» وورد هذا الجواب لدى المؤرخ التونسي أحمد بن أبي الضياف في كتابه إتحاف أهل الزمان بأخبار ملوك تونس وعهد الأمان. وهكذا أصبحت دولة الجزائر التي بدأ عروج بتأسيسها جزءاً من الدولة العثمانية، ووصل جواب السُلطان سليم خان بقبول عرض أهل الجزائر وأعطى خير الدين لقب باي لرباي، وأن تضرب السكة باسم دولة الباي لربباي وذلك علامة للاستقلال ضمن الدولة العثمانية، وأرسل أسطول يحمل أربعة آلاف من المتطوعين الأتراك، وكمية ضخمة من العتاد والسلاح.
سمت البحرية التركية ثلاث غواصات باسمه وهي: س. ج. ت عروج ريس (باللغة التركية: TCG Oruç Reis)، وس. ج. ت عروج ريس أس 337 (باللغة التركية:TCG Oruçreis S-337) وس. ج. ت عروج ريس آر أي دي-14 (باللغة التركية: TCG Oruçreis RAD-14). بالإضافة إلى وجود عدة سفن سميت باسمه. وباللغة التركية: TCG هي اختصار Türkiye Cumhuriyeti Gemisi والتي تعني سفن جمهورية تركيا.

## وصفه
يقول المؤرخ مورغان في كتابه ص257 وهو يصفه: 
| عروج بربروس | إن الريس عروج عُرف من قبل الجميع، حتى الذين لم يروه تصوروا شخصيته فقد توفي عن عمر يناهز 44 عاماً، ولم يكن طويل القامة، فهو ضخم الجثة، قوي البنية، شعره ولحيته يميلان إلى الحمرة، له نظرات حادة كلهيب النار، وأنفه شبيه بالأنف الروماني وبشرته بيضاء مائلة إلى السمرة (حنطية)، هذه الأوصاف كانت تمنحه القوة والثبات في قراراته، له همة عالية، يرمي نفسه في المخاطر، يكره تكديس الأموال، يتمتع بقدرة خارقة أثناء القتال، لم يكن سفاكاً للدماء بغير حق، ولا ظالماً لمن يطيعه، ويحب عائلته وأصدقاءه وجنوده وخدمه وحتى الأسرى الموجودين لديه فبادله الجميع الحب والصدق وحتى الجبناء كانوا يحترمونه ويقدرون شهامته. | عروج بربروس |

## الآراء والمواقف حول عروج

### رأي الغرب
يكاد يجمع معظم المؤرخين على الإشادة بعروج، وما يتمتع به من خصال حربية ومدنية جعلته أسطورة في البحر والبر، وقدرته الكبيرة على التنظيم التي جعلته ينشئ دولة قوية استمرت ما يزيد عن ثلاثة قرون يقول المؤرخ بيشو في كتابه «تاريخ شمال إفريقيا»: 
| عروج بربروس | إن هذين الشقيقين (عروج وخير الدين) كان لهما من الإقدام والجرأة مقدار يفوق المتعارف عند الرجال، وكان لهما من الدهاء السياسي الخارق للعادة، ما يجعل الناس مدهوشين من وجود مثله، عند رجلين لم تؤهلهما ثقافتهما البدائية ليقوما بهذا الدور العظيم، دور قيادة الشعوب...•«وهكذا كانت الخاتمة البطولية لهذه القرصان المغامر الذي لا نتمالك أنفسنا عن الإعجاب بإقدامه، وبجرأته النادرة، كما نعجب أيما إعجاب بهذه العبقرية التي سادت أعماله في ميدان الحرب وفي ميدان تنظيم الدولة كما أننا نستنكر إلى جانب إعجابنا هذا كل الاستنكار ما كان متصفاً به من من مصانعة ومن قسوة فظيعة». | عروج بربروس |

ويقول المؤرخ دي غرامون في كتابه «الجزائر تحت حكم الأتراك»: 
| عروج بربروس | إن الكثير من المؤرخين لا يرون في عروج إلا زعيم عصابة ليس إلا، وإنني لا أعرف حكماً جائراً مخالفاً للحقيقة كمثل هذا الحكم، فإن البربروس الأول (عروج) ما كان إلا جندياً من جنود الإسلام المغاوير، جاهد فوق متن البحار جهاداً لا هوادة فيه، ضد أعداء ملكه، وضد أعداء دينه، على أنه كان ملتزماً خلال جهاده هذا بكل القواعد والأسس التي كان العمل جارياً بها خلال تلك الحقبة من التاريخ، فلم يكن أبداً أكثر قسوة ولا أقل قسوة من الأعداء الذين كان يمعن في حاربتهم..•«وعندما سنحت له الفرصة وأمكنته غزواته من جمع قوة كافية حوله تمكنه من القيام بجلائل الأعمال، حاول إنشاء إمبراطورية في الشمال الإفريقي، حيث كانت الفوضى ضاربة أطنابها..•«إن الوسيلة الوحيدة التي تمكنه من إدراك تلك الغاية وتضمن له البقاء والاستمرار، إنما هي إبعاد المسيحيين عن البقاع التي يحتلونها في البلاد..•«من أجل تحقيق هذا الهدف أخذ يحارب المسيحيين قبل كل شيء، في شخص حلفائهم والخاضعين لهم، حتى يقطع عن النصارى كل طريق يتزودون منه، ويضطرهم بذلك إلى الاعتماد على ما يرد عليهم من إسبانيا..•«ولقد كانت بداية أمره سعيدة، وكان انتصابه بالجهات الغربية يسمح له بإلقاء المهاجمين الإسبانيين إلى البحر لولا أنه قتل بسبب خديعة حلفائه، ولقد مات كما يقول المؤرخ الإسباني هايدو: مأسوفاً عليه كل الأسف من قبل جميع الذين انضووا تحت رايته وعملو تحت لوائه. | عروج بربروس |

ويقول المؤرخ شارل أندري جوليان في كتابه «تاريخ إفريقيا الشمالية»: 
| عروج بربروس | وهكذا انتهت في سن الرابعة والأربعين هذه الحياة المجيدة في ميدان المغامرة، إنه هو الرجل الذي أنشأ كما يقول هايدو المؤرخ الإسباني الذي أسيراً في الجزائر من 1577م إلى 1581م: القوة العظيمة لمدينة الجزائر وللبلاد البربرية «إنه بنظرة صادقة لا تخطئ، وهي نظرته المعتادة، قد أدرك مدى ما تستطيع أقلية عاملة تحقيقه في وسط مليء بالمنافسات بين مختلف الإمارات المغربية، لكي يؤسس على حساب تلك الإمارات دولة إسلامية قوية لا تستطيع أن تنالها بسوء هجمات النصارى..•«وعلى هذه الصفة تمكن من بسط سلطانه على جهات متيجة ووادي الشلف والتيطري والظهرة والونشريس ثم تلمسان ونسف مملكة بني زيان نسفاً لم تقم لها من بعده قائمة..•«إنما كانت مأثرته هذه تتلاشى وتضمحل لو لم يتلقفها ويحتضنها باليمين شقيقه خير الدين الذي سار بها في طريق النجاح والكمال». «نعم هذا هو الشهيد عروج بن يعقوب التركي، وهذه هي أعماله في بلاد الجزائر خلال ستة أعوام، منذ مهاجمته لبجاية أول مرة سنة 1512م إلى يوم استشهاده ببني سناسن سنة 1518م وتأسيسه بإعانة الشعب وبإرادة الشعب وبتأييد الشعب دولة الجزائر الحديثة.» | عروج بربروس |

### رأي المسلمين
يقول زكريا سليمان بيومي صاحب كتاب قراءة جديدة في تاريخ العثمانيين في التفريق بين الجهاد البحري والقرصنة: 
| عروج بربروس | إن ما ذكر عن الدور الذي لعبه الأخوان يؤكد حرصهما على الجهاد في سبيل الله وهو مقاومة القرصنة المسيحية في البحر المتوسط وكذلك مقاومة أطماع إسبانيا والبرتغال في الممالك الإسلامية في شمالي إفريقيا. وقبل إلقاء الضوء على هذا الدور ينبغي أن نوضح أن القرصنة في القرن السادس عشر كانت تختلف كل الاختلاف عن اللصوصية والسلب فهي كالكمائن البحرية التي يعدها كل خصم لسفن أعدائه لمنع الصادرات والواردات والاستيلاء على ما يمكن الاستيلاء عليه بقصد الإضرار بعدوهم، وهي بهذا تقترب من مفهوم الحصار الاقتصادي البحري في الحروب المعاصرة. وكان لهذه الأعمال نظمها وقوانينها، فقد كانت تنتهي بانتهاء الحرب أو العداء، كما كانت تراعي المعاهدات والقوانين المعمول بها بين الدول. كما أن من يتتبع ظهور أعمال القرصنة عند المسلمين فسيجد أنها قد بدأت في الأندلس، وكانت رد فعل لأعمال القرصنة الأوروبية التي صبغت عملها ضد الممالك بالصبغة الدينية، ثم انتقلت مراكز القرصنة الإسلامية إلى شمالي إفريقيا في شرشال ووهران والجزائر ودلس وبجاية في أعقاب طرد المسلمين من الأندلس، وقد قويت بفعل انضمام القراصنة المسلمين الفارين من الأندلس والعارفين بالملاحة وفنونها والمدربين على صناعة السفن. | عروج بربروس |

### هوامش

#### باللغة العربية
1. ↑  مجموعة من المؤلفين، بإشراف عَلوي بن عبد القادر السقاف. كتاب الموسوعة التاريخية - لموقع الدرر السنية (dorar.net). على موقع المكتبة الشاملة (مؤرشف). ص. 3375. مؤرشف من الأصل في 8 سبتمبر 2021. اطلع عليه بتاريخ 10 ربيع الثاني 1437 هـ. {{استشهاد بكتاب}}: تحقق من التاريخ في: |تاريخ الوصول= (مساعدة)صيانة الاستشهاد: BOT: original URL status unknown (link)
2. ↑  مجموعة من المؤلفين. كتاب الموسوعة الموجزة في التاريخ الإسلامي. على موقع المكتبة الشاملة (مؤرشف). ص. 2929. مؤرشف من الأصل في 5 سبتمبر 2021. اطلع عليه بتاريخ 10 ربيع الثاني 1437 هـ. {{استشهاد بكتاب}}: تحقق من التاريخ في: |تاريخ الوصول= (مساعدة)صيانة الاستشهاد: BOT: original URL status unknown (link)
3. ↑  مجموعة من المؤلفين. كتاب الموسوعة الموجزة في التاريخ الإسلامي. على موقع المكتبة الشاملة (مؤرشف). ص. 1908. مؤرشف من الأصل في 5 سبتمبر 2021. اطلع عليه بتاريخ 10 ربيع الثاني 1437 هـ. {{استشهاد بكتاب}}: تحقق من التاريخ في: |تاريخ الوصول= (مساعدة)صيانة الاستشهاد: BOT: original URL status unknown (link)
4. ↑  المدني. ص. 195.
5. ↑  مسعود مجاهد. ص. 81.
6. ↑  موقع تاريخ الحكام والسلالات الحاكمة (مؤرشف). البايات في الجزائر من قبل العثمانيين. مؤرشف من الأصل في 8 سبتمبر 2021. اطلع عليه بتاريخ 7 ربيع الثاني 1437 هـ. {{استشهاد بكتاب}}: تحقق من التاريخ في: |تاريخ الوصول= (مساعدة)صيانة الاستشهاد: BOT: original URL status unknown (link)
7. ↑  محمد فريد بك. ص. 230.
8. ↑  شاكر. ص. 106.
9. 1 2  المدني. ص. 192.
10. ↑  آن دوبرا وإيميلي بيشرو، ترجمة: محمد عبد الفتاح السباعي. كتاب مرآة الشرق عرب وعثمانيون في الأدب الأوروبي خلال القرون الوسطى (ط. 2015م). على موقع جوجل الكتب. مؤرشف من الأصل في 24 يناير 2020. اطلع عليه بتاريخ 11 ربيع الثاني 1437 هـ. {{استشهاد بكتاب}}: تحقق من التاريخ في: |تاريخ الوصول= (مساعدة)
11. ↑  المدني. ص. 156.
12. 1 2 3  العسلي. ص. 27.
13. ↑  مذكرات خير الدين. ص. 21-22.
14. ↑  مبارك بن محمد الهلالي الميلي (1427هـ - 2006م). تاريخ الجزائر في القديم والحديث، الجزء الثالث (PDF). مدينة الجزائر - الجزائر: مكتبة النهضة الجزائرية. ص. 31-32. مؤرشف من الأصل (pdf) في 10 يناير 2020. {{استشهاد بكتاب}}: تحقق من التاريخ في: |سنة= (مساعدة)
15. ↑  المدني. ص. 159 إلى 161.
16. ↑  مولود قاسم نايت بلقاسم (1985م). كتاب شخصية الجزائر الدولية وهيبتها العالمية قبل سنة 1830 الجزء الأول (ط. 1985م). على موقع جوجل الكتب. مؤرشف من الأصل في 24 يناير 2020. اطلع عليه بتاريخ 11 ربيع الثاني 1437 هـ. {{استشهاد بكتاب}}: تحقق من التاريخ في: |تاريخ الوصول= و|سنة= (مساعدة)
17. ↑  العسلي. ص. 26.
18. ↑  مذكرات خير الدين. ص. 22.
19. ↑  مذكرات خير الدين. ص. 23 إلى 28.
20. ↑  مذكرات خير الدين. ص. 29-30.
21. ↑  مذكرات خير الدين. ص. 31.
22. ↑  مذكرات خير الدين. ص. 31-32.
23. ↑  التر. ص. 28 إلى 32.
24. ↑  مذكرات خير الدين. ص. 34.
25. ↑  مذكرات خير الدين. ص. 35-36.
26. ↑  مذكرات خير الدين. ص. 36-37.
27. ↑  مذكرات خير الدين. ص. 37-38.
28. ↑  مذكرات خير الدين. ص. 39-40.
29. ↑  مذكرات خير الدين. ص. 40-41.
30. 1 2  مذكرات خير الدين. ص. 41 إلى 43.
31. ↑  مذكرات خير الدين. ص. 46-47.
32. ↑  مذكرات خير الدين. ص. 47-48.
33. ↑  مذكرات خير الدين. ص. 49-54.
34. ↑  مذكرات خير الدين. ص. 54-55-56.
35. ↑  مذكرات خير الدين. ص. 57 إلى 61.
36. ↑  مذكرات خير الدين. ص. 61-62-63.
37. ↑  مذكرات خير الدين. ص. 63 إلى 67.
38. 1 2  مذكرات خير الدين. ص. 67 إلى 71.
39. ↑  المدني. ص. 166-167.
40. ↑  مذكرات خير الدين. ص. 72-73.
41. ↑  التر. ص. 50-51.
42. ↑  المدني. ص. 173.
43. ↑  مذكرات خير الدين. ص. 74.
44. ↑  محمد موفق الأرناؤوط، هند أبو الشعر. الدولة العثمانية : بدايات ونهايات: أوراق الندوة العلمية التي عقدت في جامعة آل البيت 18-19 / 10 / 1999 م (ط. 1985م). على موقع جوجل الكتب. مؤرشف من الأصل في 6 يوليو 2017. اطلع عليه بتاريخ 11 ربيع الثاني 1437 هـ. {{استشهاد بكتاب}}: تحقق من التاريخ في: |تاريخ الوصول= (مساعدة)
45. ↑  التر. ص. 51-52-53.
46. ↑  التر. ص. 54.
47. ↑  المدني. ص. 185-186.
48. ↑  التر. ص. 58.
49. ↑  مذكرات خير الدين. ص. 80 إلى 85.
50. ↑  التر. ص. 59-60.
51. ↑  مذكرات خير الدين. ص. 86.
52. ↑  المدني. ص. 188.
53. 1 2  التر. ص. 62.
54. ↑  المدني. ص. 189.
55. ↑  مذكرات خير الدين. ص. 87.
56. ↑  التر. ص. 63-64-65.
57. ↑  عبد الحميد بن أبي زيان بن أشنهو (1972م). كتاب دخول الأتراك العثمانيين إلى الجزائر (ط. 2008م). على موقع جوجل الكتب. مؤرشف من الأصل في 24 يناير 2020. اطلع عليه بتاريخ 10 ربيع الثاني 1437 هـ. {{استشهاد بكتاب}}: تحقق من التاريخ في: |تاريخ الوصول= و|سنة= (مساعدة)
58. ↑  عبد الفتاح حسن أبو علية. كتاب الدولة العثمانية والوطن العربي الكبير (ط. 2008م). على موقع جوجل الكتب. مؤرشف من الأصل في 24 يناير 2020. اطلع عليه بتاريخ 10 ربيع الثاني 1437 هـ. {{استشهاد بكتاب}}: تحقق من التاريخ في: |تاريخ الوصول= (مساعدة)
59. ↑  التر. ص. 65-66-67.
60. ↑  مصطفى محمد رمضان. كتاب العالم الإسلامي في التاريخ الحديث و المعاصر، المجلد 1 (ط. 1985م). على موقع جوجل الكتب. مؤرشف من الأصل في 24 يناير 2020. اطلع عليه بتاريخ 11 ربيع الثاني 1437 هـ. {{استشهاد بكتاب}}: تحقق من التاريخ في: |تاريخ الوصول= (مساعدة)
61. ↑  المدني. ص. 196-197-198.
62. ↑  التر. ص. 67-68.
63. ↑  المدني. ص. 193-194.
64. ↑  المدني. ص. 194-195.
65. ↑  زكريا سليمان. ص. 79-80.
66. ↑  العسلي. ص. 72.

#### بلغاتٍ أجنبيَّة
1. 1 2  Virginia H. Aksan & Daniel Goffman, The early modern Ottomans: Remapping the Empire, Cambridge University Press, 2007, ISBN 978-0-521-81764-6, p. 106.
2. 1 2  Frank Ronald Charles Bagley et al., The Last Great Muslim Empires: History of the Muslim World, Brill Academic Publishers, 1997, p. 114.
3. ↑  1911 Encyclopædia Britannica/Barbarossa, Volume 3، (بالإنجليزية: على موقع ويكي مصدر Wikisource)‏، اطلع عليه بتاريخ 12 ربيع الأول 1437 هـ الموافق 23 ديسمبر 2015م
4. ↑  Niccolò Capponi, Victory of the West: The Great Christian-Muslim Clash at the Battle of Lepanto, Da Capo Press, 2007, ISBN 978-0-306-81544-7, p. 30.
5. ↑  Piracy: the complete history, Angus Konstam, page 80, 2008
6. ↑  Feeding people. feeding power: imarets in the Ottoman Empire, Nina Ergin, Christoph K. Neumann, Amy Singer, page 98, 2007
7. ↑  Between Venice and Istanbul: colonial landscapes in early modern Greece, Siriol Davies,Jack L. Davis, page 36, 2007
8. ↑  The Turks: Ottomans, Hasan Celâl Güzel, Cem Oğuz, Osman Karatay, Murat Ocak, 2002
9. ↑  İsmail Hâmi Danişmend, Osmanlı Devlet Erkânı, pp. 172 ff. Türkiye Yayınevi (Istanbul), 1971. (بالتركية)
10. ↑  Machiel Kiel, "The Smaller Aegean Island in the 16th-18th Centuries According to Ottoman Administrative Documents" in Siriol Davies, Jack L. Davis, Between Venice and Istanbul: Colonial Landscapes in Early Modern Greece, ASCSA, 2007, ISBN 978-0-87661-540-9, p. 36.
11. ↑  Bozbora، Nuray (1997)، Osmanlı yönetiminde Arnavutluk ve Arnavut ulusçuluğu'nun gelişimi، ص. 16
12. ↑  Daniel Goffman, The Ottoman Empire and Early modern Europe, Cambridge University Press, ISBN 978-0-521-45908-2, p. 145.
13. ↑  Die Seeaktivitäten der muslimischen Beutefahrer als Bestandteil der staatlichen Flotte während der osmanischen Expansion im Mittelmeer im 15. und 16. Jahrhundert, p.548, Andreas Rieger, Klaus Schwarz Verlag, 1994